# Stikøkse
En Stikøkse der også kaldes Stødøkse er et rigtigt tømrerværktøj, en henved 50 cm lang 30-50 mm bred økse forsynet med skaftdølle, men aldrig skæftet. Sammenlign med stikbil og stangskølp

## Ekstern Henvisning
- Chr. Waagepetersen: Forsvundne Tømrerøkser, Kalundborg 1965.
- Træsmedens Håndværktøj Arkiveret 16. september 2008 hos  Wayback Machine